# Taygetis xantippe
Taygetis xantippe är en fjärilsart som beskrevs av Butler 1869. Taygetis xantippe ingår i släktet Taygetis och familjen praktfjärilar. Inga underarter finns listade i Catalogue of Life.